# Juan Contreras y Román
Juan Contreras y Román (Pisa, 23 de junio de 1807-Madrid, 5 de julio de 1881) fue un militar y político español, destacado durante la Rebelión cantonal y el sitio de Cartagena de 1873-1874.

## Biografía

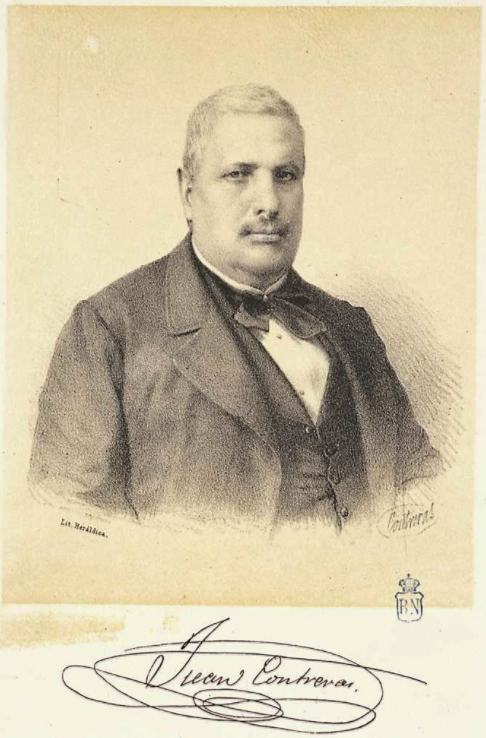
Retrato y firma de Juan Contreras y Román

Hijo del oficial del ejército Antonio Contreras (destinado en Italia) y María Tomasa Román, ambos naturales de Montilla (Córdoba), inició su carrera militar a la temprana edad de ocho años como cadete de gracia en el Regimiento de Caballería del Algarve.   
Destacado liberal durante el reinado de Fernando VII, fue separado del ejército en 1823 tras luchar contra la intervención de los Cien Mil Hijos de San Luis.  
En 1831 es readmitido en el ejército y entre 1834 y 1839 lucha contra los carlistas por casi toda la geografía española, recibiendo durante este período dos heridas de bala y un lanzazo. 
En 1841 se proclamó contra la regencia de Espartero, participando en el intento de rescate de Isabel II, aún niña, teniendo que exiliarse en Francia para volver en 1843. Posteriormente se unió al general Prim e intervino en la fracasada sublevación del cuartel de San Gil en Madrid en 1866. 
Tras el estallido revolucionario de septiembre de 1868, Juan Contreras es nombrado presidente honorario de la Junta Revolucionaria de Córdoba.
Fue diputado en las Cortes constituyentes de 1869 por la circunscripción de Murcia, reelegido en 1871 y en mayo de 1873 por Cádiz, y senador por las circunscripciones de Burgos (1872) y Barcelona (1872-1873), y se significó como dirigente de los intransigentes del Partido Republicano Democrático Federal, formando parte de su Directorio Nacional entre abril y octubre de 1872. Participó en el alzamiento de octubre de 1872 y dirigió el de noviembre de 1872. 

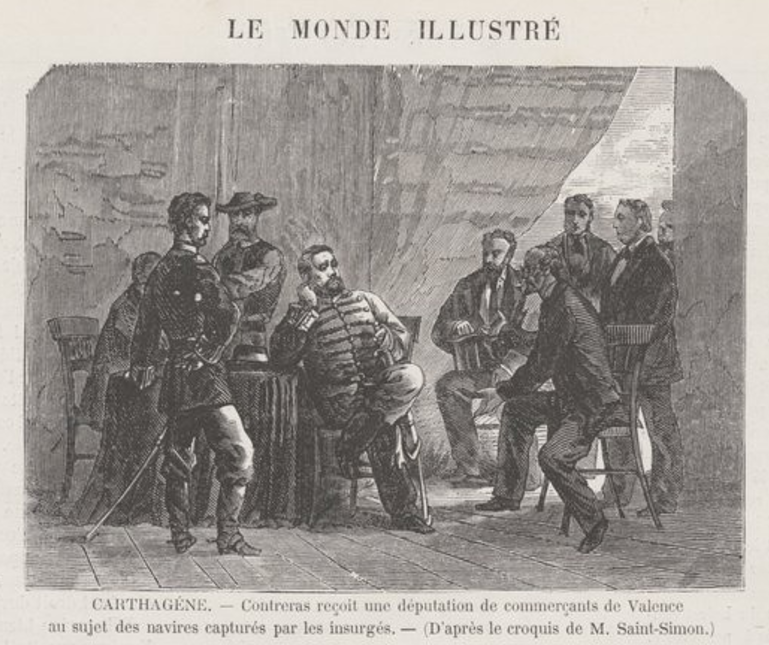
Negociando en Cartagena
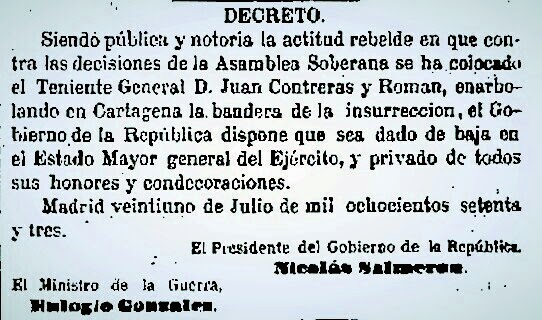
Decreto de su expulsión del ejército

Proclamada la Primera República Española, fue nombrado capitán general de Cataluña, cargo que ocupó entre febrero y marzo de 1873. El 14 de julio del mismo año se colocó al frente del movimiento cantonalista de Cartagena como general en jefe, y cuando ésta se rindió el 12 de enero de 1874 tras un largo sitio, zarpó a bordo de la Numancia con rumbo a Mazalquivir con destino al exilio en Orán junto a unas quinientas personas, entre las que se encontraba Antonio Gálvez Arce.
Amnistiado en abril de 1879 es autorizado a volver a Madrid, donde fijará su residencia hasta su muerte. En abril de 1881 cae enfermo y fallece el 5 de julio de ese mismo año tras sufrir un ataque apoplético.